# Cobre (I)
El cobre (I) o CuI es un estado de oxidación en el que se encuentra el cobre en algunos compuestos químicos. No se encuentra como catión libre en medio acuoso debido a su carácter altamente reductor que favorece su oxidación a cobre (II); la formación de complejos de coordinación con diversos aniones como cianuro (CN-) o cloruro (Cl-), permite su estabilización en solución acuosa.

## Compuestos
Algunos de los compuestos en los que se encuentra son:
- CuI, yoduro de cobre(I)
- CuCN, cianuro de cobre(I)
- K[Cu(CN)2], dicianocuprato(I) de potasio
- Cu2O, óxido de cobre(I)